# 上沙沟站
上沙沟站位于中华人民共和国江西省南昌市东湖区二七北路，是南昌地铁3号线与4号线的地铁换乘站。

## 车站结构
3号线车站沿二七北路设置，为地下三层车站:233，地下二层为3号线岛式站台:55，地下三层为4号线岛式站台:37:54，两线成T型换乘:55:54。

### 楼层
| 1层  | 地面               | 出入口                         |  |  |
| -1层 | 站厅               | 自动售票机、客服中心           |  |  |
| -2层 |                    | █ 3号线 往银三角北（青山路口） |  |  |
|      | 岛式站台，左侧开门 |                                |  |  |
|      |                    | █ 3号线 往京东大道（青山湖西） |  |  |
| -3层 |                    | █ 4号线 往白马山（人民公园）   |  |  |
|      | 岛式站台，左侧开门 |                                |  |  |
|      |                    | █ 4号线 往鱼尾洲（起凤路）     |  |  |

### 出入口
| 编号                   | 指示         | 图片      | 建议前往的目的地               |
| 3号线站厅              | 3号线站厅    | 3号线站厅 | 3号线站厅                      |
| ---------------------- | ------------ | --------- | ------------------------------ |
| 出口 · 1L              | 二七北路北侧 |           | 东湖区体育文化休闲广场         |
| 出口 · 2L · 升降机标志 | 二七北路北侧 |           | 江纸生活区                     |
| 出口 · 3L              | 二七北路北侧 |           | 亚雄住宅小区                   |
| 出口 · 4L              | 二七北路南侧 |           | 青山南路花鸟市场、江南都市花园 |
| 4号线站厅              |              |           |                                |
| 出口 · 5L              |              |           | 江纸生活区                     |
| 出口 · 6L              | 上沙沟路     |           | 下沙沟小区                     |
| 出口 · 7L              |              |           |                                |
| 註： 設有              |              |           |                                |

## 历史
- 在2012年的规划中显示该站名为“青山南路站”[4]。
- 2014年1月23日3、4号线优化调整规划批前公示，4号线经过本站和3号线换乘，本站名称变为“二七北路站”[5][6]。
- 2014年3月21日公布的“南昌市城市快速轨道交通建设规划（2014-2020）环评”显示本站名为“二七北路站”[7]。
- 2015年5月5日《南昌市城市轨道交通第二期建设规划(2015-2021)》得国家发改委批复，显示本站名为“二七北路站”[8]。
- 2015年7月20日南昌市轨道交通3号线工程环境影响评价文件拟受理情况的公示，[9]公布了《南昌市轨道交通3号线工程环境影响报告书（公示稿）》[2]。
- 2015年8月4日《关于南昌市轨道交通3号线工程规划选址的批前公示》，“二七北路站”位于规划路与二七北路的交叉口[10][11]。
- 2016年6月8日南昌市轨道交通4号线一期工程拟受理情况的公示，[12]公布了《南昌市轨道交通4号线一期工程环境影响报告书（全文公示稿）》[3]。
- 2016年6月20日《关于南昌市轨道交通4号线一期工程的批前公示》，“二七北路站”位于二七北路与规划路交叉口[13]。
- 2016年8月6日南昌晚报报道了地铁2、3号线车站改名情况；本站改名为上沙沟站[14]。